# My Bloody Valentine 3D
My Bloody Valentine 3D är en amerikansk skräckfilm från 2009, regisserad av Patrick Lussier. I huvudrollerna ses Jensen Ackles och Jaime King. Filmen är en remake av lågbudgetfilmen My Bloody Valentine från 1981.

## Rollista
| Jensen Ackles | – Tom Hanniger      |
| Jaime King    | – Sarah Palmer      |
| Kerr Smith    | – Axel Palmer       |
| Betsy Rue     | – Irene             |
| Edi Gathegi   | – Deputy Martin     |
| Tom Atkins    | – Sheriff Jim Burke |
| Kevin Tighe   | – Ben Foley         |
| Megan Boone   | – Megan             |
| Karen Baum    | – Deputy Ferris     |
| Joy de la Paz | – Rosa              |
| Marc Macaulay | – Riggs             |